# Lluita als Jocs Olímpics d'estiu de 2008

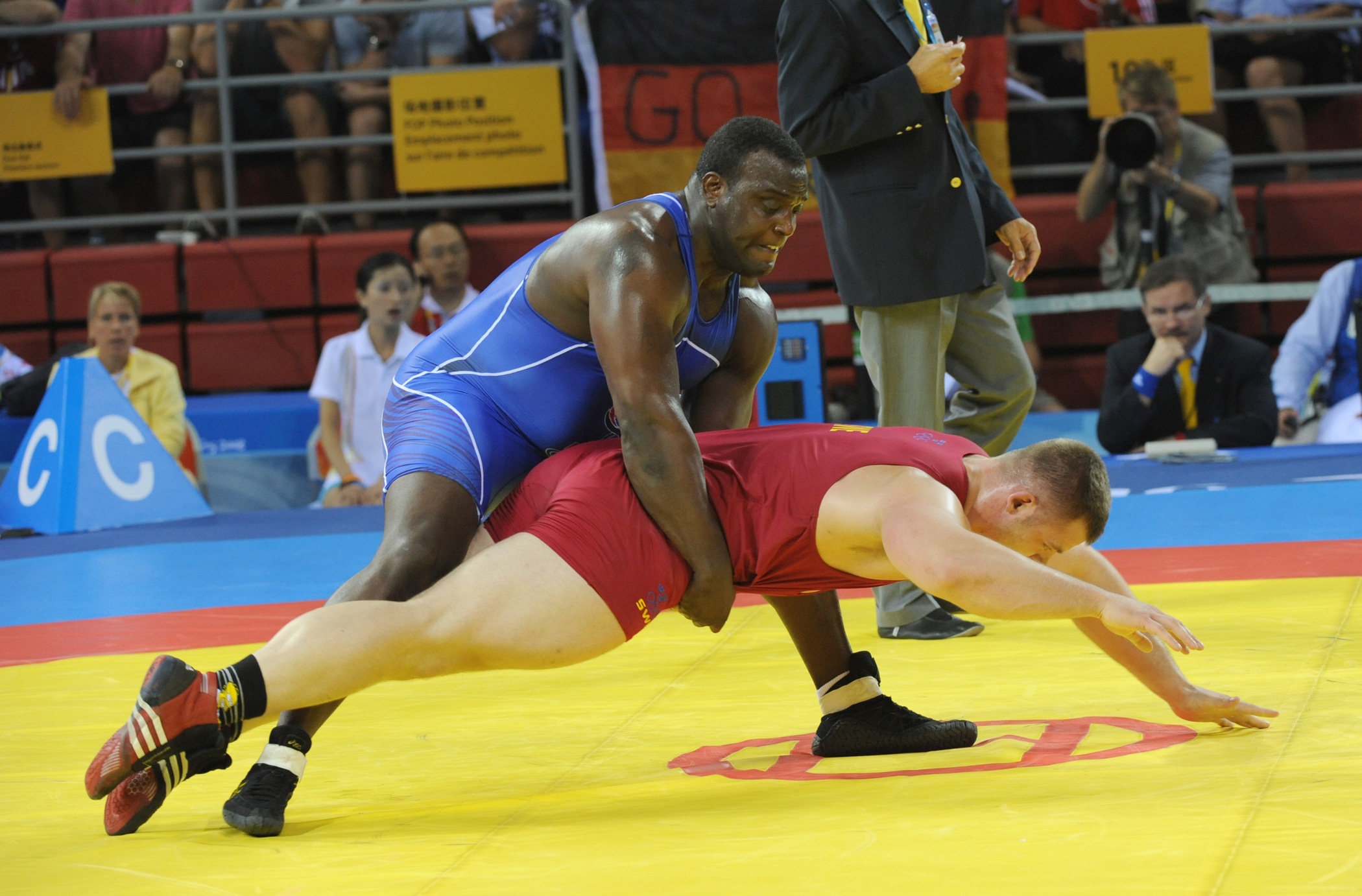
Combat entre Dremiel Byers i Jalmar Sjoberg en la categoria de lluita grecoromana.

La lluita estigué present per vint-i-cinquena edició als Jocs Olímpics de Pequín de 2008, estant present ininterrompudament des de Sant Louis 1904. Els esdeveniments no sofriren cap alteració, mantenint-se la competició femenina en lluita lliure i les set categories de pes en les dues disciplines masculines. L'única novetat fou l'eliminació dels combats pel tercer lloc entre els dos semifinalistes perdedors. És a dir, s'otorguen dues medalles de bronze per cada categoria.

## Calendari
La competició de lluita greco-romana es disputà entre el 12 i el 14 d'agost a Pequín. Després d'un dia de descans comença el torneig de lluita lliure. En primer lloc el femení (els dies 16 i 17) i, després d'altra jornada de repòs, la masculina (entre els dies 19 i 21).

## Resultats

### Lluita greco-romana
| Pes             | Or                 | Plata             | Bronze                                  |
| Menys de 55 kg  | Nazir Mankiev      | Rovshan Bairamov  | Roman Amoan · Park Eun-Chul             |
| Menys de 60 kg  | Islam-Beka Albiev  | Vitali Rahimov    | Nurbakit Tengizbaev · Ruslan Tiumenbaev |
| Menys de 66 kg  | Steeve Guenot      | Kanatbek Begaliev | Armen Vardanan · Mikhail Siamionau      |
| Menys de 74 kg  | Manuchar Kvirkelia | Yongxiang Chang   | Christophe Guenot · Iavor Ianakiev      |
| Menys de 84 kg  | Andrea Minguzzi    | Zoltan Fodor      | Ara Abrahamian · Nazmi Avluca           |
| Menys de 96 kg  | Aslanbek Khushtov  | Mirko Englich     | Asset Mambetov · Adam Wheeler           |
| Menys de 120 kg | Mijain López       | Khasan Baroev     | Mindaugas Mizgaitis · Iuri Patrikeev    |

### Lluita lliure

#### Dones
| Pes            | Or            | Plata            | Bronze                                |
| Menys de 48 kg | Carol Huynh   | Chiharu Icho     | Irini Merleni · Mariya Stadnik        |
| Menys de 55 kg | Saori Yoshida | Xu Li            | Tonya Verbeek · Jackeline Rentería    |
| Menys de 63 kg | Kaori Icho    | Alena Kartashova | Randi Miller · Yelena Shalygina       |
| Menys de 72 kg | Wang Jiao     | Stanka Zlateva   | Kyoko Hamaguchi · Agnieszka Wieszczek |

#### Homes
| Pes             | Or                   | Plata              | Bronze                                |
| Menys de 55 kg  | Henry Cejudo         | Tomohiro Mtsunaga  | Besik Kudukhov · Radoslav Velikov     |
| Menys de 60 kg  | Mavlet Batirov       | Vasyl Fedoryshyn   | Seyedmorad Mohammadi · Kenichi Yumoto |
| Menys de 66 kg  | Ramazan Sahin        | Andriy Stadnik     | Otar Tushishvili · Sushil Kumar       |
| Menys de 74 kg  | Buvaysa Saytiev      | Soslan Tigiev      | Kiril Terziev · Murad Gaidarov        |
| Menys de 84 kg  | Revazi Mindorashvili | Yusup Abdusalomov  | Taras Danko · Georgy Ketoev           |
| Menys de 96 kg  | Shirvani Muradov     | Taimuraz Tigiyev   | George Gogshelidze · Khetag Gazyumov  |
| Menys de 120 kg | Artur Taymazov       | Bakhtiyar Akhmedov | David Musulbes · Marid Mutalimov      |

## Medaller
| Pos. | Comitè Olímpic  | Or | Plata | Bronze | Total |
| 1    | Rússia          | 6  | 3     | 2      | 11    |
| 2    | Japó            | 2  | 2     | 2      | 6     |
| 3    | Geòrgia         | 2  | 0     | 2      | 4     |
| 4    | R.P. de la Xina | 1  | 2     | 0      | 3     |
| 5    | Uzbekistan      | 1  | 1     | 0      | 1     |
| 6    | Estats Units    | 1  | 0     | 2      | 3     |
| 7    | França          | 1  | 0     | 1      | 2     |
| 7    | Canadà          | 1  | 0     | 1      | 2     |
| 7    | Turquia         | 1  | 0     | 1      | 2     |
| 10   | Itàlia          | 1  | 0     | 0      | 1     |
| 10   | Cuba            | 1  | 0     | 0      | 1     |
| 12   | Ucraïna         | 0  | 2     | 3      | 5     |
| 13   | Azerbaidjan     | 0  | 2     | 2      | 4     |
| 14   | Kazakhstan      | 0  | 1     | 4      | 5     |
| 15   | Bulgària        | 0  | 1     | 3      | 4     |
| 16   | Kirguizstan     | 0  | 1     | 1      | 2     |
| 17   | Alemanya        | 0  | 1     | 0      | 1     |
| 17   | Hongria         | 0  | 1     | 0      | 1     |
| 17   | Tadjikistan     | 0  | 1     | 0      | 1     |
| 20   | Armènia         | 0  | 0     | 2      | 2     |
| 20   | Belarús         | 0  | 0     | 2      | 2     |
| 22   | Corea del Sud   | 0  | 0     | 1      | 1     |
| 22   | Suècia          | 0  | 0     | 1      | 1     |
| 22   | Lituània        | 0  | 0     | 1      | 1     |
| 22   | Colòmbia        | 0  | 0     | 1      | 1     |
| 22   | Polònia         | 0  | 0     | 1      | 1     |
| 22   | Iran            | 0  | 0     | 1      | 1     |
| 22   | Índia           | 0  | 0     | 1      | 1     |
| 22   | Eslovàquia      | 0  | 0     | 1      | 1     |